# Vincent Luis
Vincent Luis (* 27. Juni 1989 in Vesoul) ist ein französischer Triathlet. Er ist zweifacher Weltmeister auf der Triathlon-Kurzdistanz (2019, 2020), Europa- und Weltmeister der Junioren 2008, dreifacher Olympiastarter (2012, 2016, 2020) und Europameister auf der Triathlon-Sprintdistanz (2016). Er wird als in der Bestenliste französischer Triathleten auf der Ironman-Distanz geführt.

## Werdegang
Im August 2007 wurde Vincent Luis Dritter in Hamburg bei der Triathlon-Weltmeisterschaft der Junioren.

### ITU-Weltmeister Junioren 2008
Im Mai 2008 wurde er Junioren-Europameister und im Juni auch Weltmeister.
Vincent Luis tritt in Frankreich für Ste Geneviève Triathlon an und vertritt diesen Verein auch in der Club-Meisterschaftsserie Lyonnaise des Eaux. In Beauvais (13. Juni 2010) und Paris (18. Juli 2010) wurde er jeweils Dritter und war damit Bester seines Vereins, der in der Clubwertung dank Luis den dritten bzw. siebten Platz errang. Im September 2013 wurde er Französischer Triathlon-Staatsmeister.

### Olympische Sommerspiele 2012
In London belegte er bei den Olympischen Spielen 2012 den elften Rang. Im Juli 2014 wurde er in Hamburg mit dem französischen Team Vize-Weltmeister. Bei den Staatsmeisterschaften belegte er im September den dritten Rang. Im Juli 2015 wurde er in Hamburg Triathlon-Weltmeister in der Team-Wertung. Im Oktober wurde er französischer Vize-Staatsmeister Triathlon.

### Europameister Triathlon Sprintdistanz 2016
Im Juni 2016 wurde er in Frankreich Europameister auf der Triathlon-Sprintdistanz. Vincent Luis qualifizierte sich 2016 zum zweiten Mal für einen Startplatz bei den Olympischen Sommerspielen und er belegte am 18. August 2016 in Rio de Janeiro als bester Franzose den siebten Rang.
In der Weltmeisterschaftsrennserie 2017 belegte er den achten Rang. Im März 2018 wurde er im Abu Dhabi wie schon im Vorjahre Dritter im ersten Rennen der ITU-Weltmeisterschaftsrennserie. Im Mai 2018 wurde Vincent Luis nach 2013 zum zweiten Mal französischer Triathlon-Staatsmeister auf der Sprintdistanz. In der Weltmeisterschaftsrennserie 2018 wurde er mit seinem Sieg im Grand Final im September in Australien Vize-Weltmeister.

### Weltmeister Triathlon Kurzdistanz 2019 und 2020
Seit 2019 startete er im Bahrain Elite Endurance Triathlon Team. Im August 2019 wurde er in Lausanne Weltmeister auf der Triathlon-Kurzdistanz. Er ist nach Olivier Marceau (2000) der zweite Franzose, der sich diesen Titel sichern konnte. Mit 289.200 US-Dollar Preisgeld war Vincent Luis der bestverdienende Triathlet der Saison 2019.

Im September 2020 konnte der 31-Jährige in Hamburg seinen Weltmeistertitel aus dem Vorjahr erfolgreich verteidigen – die Rennserie der ITU war im Zuge der Coronavirus-Pandemie auf ein einziges, entscheidendes Rennen über die Sprintdistanz reduziert worden. Mit dem Sieg im spanischen Valencia gewann er im November das letzte Triathlon Weltcup-Rennen der Saison 2020 und das vierte Rennen in Serie.

### Olympische Sommerspiele 2020
Im Mai 2021 qualifizierte sich Vincent Luis zusammen mit Cassandre Beaugrand, Léonie Périault, Dorian Coninx und Léo Bergère für einen Startplatz bei den Olympischen Sommerspielen 2020.
Die französische Mannschaft belegte den dritten Rang und Vincent Luis belegte am 27. Juli in Tokio in der Einzelwertung den 13. Rang.
Für die Saison 2025 kündigte Vincent Luis Ende des Jahres 2024 den Wechsel auf die längeren Distanzen an und er startete im Juli 2025 bei der Challenge Roth, wo er den vierten Rang belegte.
Vincent Luis  ist in einer Beziehung mit der britischen Triathletin Georgia Taylor-Brown (* 1994).

## Sportliche Erfolge
| Datum/Jahr    | Platz | Wettbewerb                                           | Austragungsort    | Zeit     | Bemerkung                                                                                   |
| ------------- | ----- | ---------------------------------------------------- | ----------------- | -------- | ------------------------------------------------------------------------------------------- |
| 13. Juli 2024 | 6     | ITU World Championship Series 2024                   | Hamburg           | 00:50:23 |                                                                                             |
| 11. Mai 2024  | 9     | ITU World Championship Series 2024                   | Yokohama          | 01:42:40 |                                                                                             |
| 6. Nov. 2022  | 1     | ITU World Championship Series 2022                   | Bermuda           | 01:49:37 |                                                                                             |
| 26. Juni 2022 | 1     | ITU Sprint Triathlon World Championship Mixed Relay  | Montreal          | 01:27:14 | Weltmeister im Team – zusammen mit Pierre Le Corre, Emma Lombardi und Cassandre Beaugrand   |
| 12. März 2022 | 1     | ETU Europe Triathlon Cup                             | Lievin            | 00:09:33 |                                                                                             |
| 13. Aug. 2021 | 2     | ITU World Championship Series 2021                   | Montreal          | 00:22:09 |                                                                                             |
| 31. Juli 2021 | 3     | Olympische Sommerspiele 2020 Mixed Relay             | Tokio             | 01:24:04 | gemischte Staffel (mit Léonie Périault, Cassandre Beaugrand und Dorian Coninx)              |
| 27. Juli 2021 | 13    | Olympische Sommerspiele 2020                         | Tokio             | 01:46:24 |                                                                                             |
| 15. Mai 2021  | 6     | ITU World Championship Series 2021                   | Yokohama          | 01:43:35 |                                                                                             |
| 7. Nov. 2020  | 1     | ITU Triathlon World Cup                              | Valencia          | 00:50:22 |                                                                                             |
| 10. Okt. 2020 | 1     | ITU Triathlon World Cup                              | Arzachena         | 00:54:24 |                                                                                             |
| 13. Sep. 2020 | 1     | ITU Triathlon World Cup                              | Karlsbad          | 01:52:14 |                                                                                             |
| 5. Sep. 2020  | 1     | ITU World Championship Series 2020                   | Hamburg           | 00:49:13 | Weltmeisterschaft                                                                           |
| 31. Aug. 2019 | 5     | ITU World Championship Series 2019                   | Lausanne          | 01:51:33 | Grand Final                                                                                 |
| 6. Juli 2019  | 2     | ITU World Championship Series 2019                   | Hamburg           | 00:55:10 |                                                                                             |
| 19. Mai 2019  | 1     | ITU World Championship Series 2019                   | Yokohama          | 01:43:21 |                                                                                             |
| 4. Nov. 2018  | 1     | Super League Mallorca                                | Manacor           |          | Erstaustragung auf Mallorca                                                                 |
| 28. Okt. 2018 | 1     | Super League Malta                                   | Malta             |          |                                                                                             |
| 30. Sep. 2018 | 1     | Super League Jersey                                  | Jersey            |          |                                                                                             |
| 16. Sep. 2018 | 1     | ITU World Championship Series 2018                   | Gold Coast        | 01:44:34 | Vize-Weltmeister nach dem letzten Rennen der Saison                                         |
| 10. Juni 2018 | 2     | ITU World Championship Series 2018                   | Hamburg           | 00:53:29 |                                                                                             |
| 10. Juni 2018 | 3     | ITU World Championship Series 2018                   | Leeds             | 01:46:14 |                                                                                             |
| 27. Mai 2018  | 1     | FRA Triathlon National Championships                 | Gray              | 00:54:15 | Französischer Triathlon-Staatsmeister                                                       |
| 2. März 2018  | 3     | ITU World Championship Series 2018                   | Abu Dhabi         | 00:57:25 | erstes Rennen der Saison                                                                    |
| 16. Sep. 2017 | 1     | ITU World Championship Series 2017                   | Rotterdam         | 01:51:26 | mit dem dritten Rang im letzten Rennen („Grand Final“) Weltmeister auf der Kurzdistanz      |
| 24. Juni 2017 | 4     | ETU Sprint Distance Triathlon European Championships | Düsseldorf        | 00:57:38 | Europameisterschaft auf der Sprintdistanz beim T3 Triathlon                                 |
| 4. März 2017  | 3     | ITU World Championship Series 2017                   | Abu Dhabi         | 01:53:08 | erstes Rennen der WM-Serie 2017                                                             |
| 18. Aug. 2016 | 7     | Olympische Sommerspiele 2016                         | Rio de Janeiro    | 01:46:12 |                                                                                             |
| 26. Juni 2016 | 1     | ETU Sprint Distance Triathlon European Championships | Châteauroux       | 00:51:59 | Europameister auf der Sprintdistanz                                                         |
| 4. Okt. 2015  | 2     | FRA Triathlon National Championships                 | Frankreich        | 00:54:47 | Vize-Staatsmeister                                                                          |
| 19. Juli 2015 | 1     | ITU Sprint Triathlon World Championship Team         | Hamburg           | 00:19:18 | Weltmeister im Team – zusammen mit Audrey Merle, Jeanne Lehair und Dorian Coninx            |
| 18. Juli 2015 | 1     | ITU World Championship Series 2015                   | Hamburg           | 00:51:54 |                                                                                             |
| 26. Apr. 2015 | 3     | ITU World Championship Series 2015                   | Kapstadt          | 01:39:28 | Schwimmdistanz verkürzt auf 750 Meter                                                       |
| 7. März 2015  | 2     | ITU World Championship Series 2015                   | Abu Dhabi         | 00:52:45 | Zweiter im ersten Rennen der Saison auf der Sprintdistanz                                   |
| 28. Sep. 2014 | 3     | FRA Triathlon National Championships                 | Frankreich        | 00:53:25 |                                                                                             |
| 13. Juli 2014 | 2     | ITU Sprint Triathlon World Championship Team         | Hamburg           | 01:19:11 | Vize-Weltmeister im Team – zusammen mit Cassandre Beaugrand, Dorian Coninx und Audrey Merle |
| 12. Juli 2014 | 2     | ITU World Championship Series 2014                   | Hamburg           | 00:51:45 | Zweiter auf der Sprintdistanz                                                               |
| 29. Sep. 2013 | 1     | FRA Triathlon National Championships                 | Nizza             | 00:56:09 | Französischer Triathlon-Staatsmeister                                                       |
| 25. Aug. 2012 | 3     | ITU Sprint Triathlon World Championships             | Stockholm         | 00:54:31 | Dritter bei der Weltmeisterschaft auf der Sprintdistanz                                     |
| 7. Aug. 2012  | 11    | Olympische Sommerspiele 2012                         | London            | 01:48:18 |                                                                                             |
| 25. Juni 2011 | 33    | ETU Triathlon European Championships                 | Pontevedra        | 01:53:02 | Europameisterschaft                                                                         |
| 28. Aug. 2010 | DNF   | ETU Triathlon European Championship U23              | Vila Nova de Gaia | –        | U23-Europameisterschaft                                                                     |
| 20. Juni 2009 | 7     | ETU Triathlon European Championship U23              | Tarzo Revine      | 01:52:30 | U23-Europameisterschaft                                                                     |
| 5. Juni 2008  | 1     | ITU Triathlon World Championship Junior Men          | Vancouver         | 00:57:06 | Triathlon-Junioren-Weltmeister                                                              |
| 10. Mai 2008  | 1     | ETU Triathlon European Championship Junior Men       | Lissabon          | 00:59:04 | Triathlon-Junioren-Europameister                                                            |
| 30. Aug. 2007 | 3     | ITU Triathlon World Championship Junior Men          | Hamburg           | 00:54:14 |                                                                                             |
| 29. Juni 2007 | 6     | ETU Triathlon European Championship Junior Men       | Kopenhagen        | 00:57:11 |                                                                                             |
| 2. Sep. 2006  | 14    | ITU Triathlon World Championship Junior Men          | Lausanne          | 00:59:57 |                                                                                             |
| 23. Juni 2006 | 5     | ETU Triathlon European Championship Junior Men       | Autun             | 01:00:42 |                                                                                             |
| 23. Juli 2005 | DNF   | ETU Triathlon European Championship Junior Men       | Alexandroupoli    | –        | 0,75 km Schwimmen, 20 km Radfahren und 5 km Laufen                                          |

| Datum/Jahr    | Platz | Wettbewerb                          | Austragungsort | Zeit     | Bemerkung                                                                     |
| ------------- | ----- | ----------------------------------- | -------------- | -------- | ----------------------------------------------------------------------------- |
| 6. Juli 2025  | 4     | Challenge Roth                      | Roth           | 07:38:54 | Erster Start auf der Ironman-Distanz                                          |
| 29. Nov. 2024 | 1     | Ironman 70.3 Bahrain                | Manama         | 03:32:16 | [ 10 ]                                                                        |
| 9. Dez. 2022  | 1     | Ironman 70.3 Bahrain                | Manama         | 03:38:02 |                                                                               |
| 5. Dez. 2021  | 2     | Ironman 70.3 Indian Wells-La Quinta | Indian Wells   | 03:41:07 | Bei seinem ersten Start auf der Mitteldistanz kollidierte Luis mit einem PKW. |

(DNF – Did Not Finish)